# NGC 6607
NGC 6607 este o galaxie situată în constelația Dragonul. A fost descoperită în 4 august 1883 de către Lewis A. Swift.